# Роатта, Марио
Марио Роатта (итал. Mario Roatta; 2 февраля 1887, Модена — 7 января 1968, Рим) — итальянский генерал времён Первой и Второй мировых войн, один из инициаторов военных преступлений итальянских войск в Югославии против словенцев, глава разведывательной службы фашистской Италии.

## Биография
14 сентября 1906 года окончил Военную академию Модены и получил звание младшего лейтенанта пехоты. В звании штаб-офицера участвовал в Первой мировой войне, после войны был итальянским военным атташе в Варшаве, Хельсинки, Риге и Таллине, командовал 84-м пехотным полком «Венеция», с 1934 по 1936 годы возглавлял Фашистскую разведывательную службу. В годы Гражданской войны в Испании командовал на стороне фалангистов Итальянским экспедиционным корпусом в декабре 1936 года, в начале 1937 года участвовал в победоносной Малагской операции, однако в Гвадалахарской операции потерпел неудачу и был отстранён от командования (продолжил командование дивизией «Флечас»).
По инициативе Паоло Аньои Роатта вошёл в Организацию выявления и подавления антифашизма. Несмотря на то, что он не был формальным главой организации, он был причастен ко многим преступлениям: так, считается, что от его рук 11 июня 1937 погибли во французском Баньоль-де-л'Орн братья Карло и Нелло Росселли, хотя официально в этом обвиняли лично Пьетро Бадольо и Бенито Муссолини. В 1939 году Роатта в течение нескольких месяцев работал итальянским военным атташе в Берлине, а затем стал заместителем начальника генерального штаба сухопутных войск. 27 декабря 1939 направил открытое письмо Бадольо и Муссолини с выражением недовольства техническим оснащением армии. В марте 1941 года Роатта, подчиняясь маршалу Родольфо Грациани, ввёл итальянские войска в Югославию. С января 1942 года, уже под командованием Витторио Амброзио он командовал 2-й итальянской армией в Словении и Хорватии.
Роатта командовал итальянскими войсками (преимущественно 6-й армией) в ряде операций, в том числе в битве на Неретве; также ему поручили оборону Рима в 1943 году, однако Роатта сбежал от немцев и не был пойман даже в своей штаб-квартире в Монтеротондо (он скрылся в Бриндизи). 26 июля 1943 его команда устроила бойню, казнив сразу 100 антифашистов. Только весной 1945 года его арестовали и осудили  за убийство братьев Росселли, приговорив к пожизненному лишению свободы. Однако ещё до утверждения приговора Роатта сбежал при помощи своих сообщников в Испанию и скрылся там. В 1948 году приговор отменили, но Роатта и не подумал возвращаться на родину. Требования Югославии экстрадировать военного преступника из Испании отклонил Франсиско Франко, а Великобритания способствовала оправданию всех деятелей режима Муссолини ради подавления коммунистического движения в Италии.
Роатта вернулся на родину незадолго до своей смерти. Уже потом после его смерти развернулись дискуссии по поводу его личности: историк Алессандра Керсеван и журналист Рори Кэрролл обвинили итальянцев в «исторической амнезии» и попытках переписывания истории, поскольку те якобы оправдывали жестокость Роатты и арест двух военных кинооператоров, запечатлевших вторжение итальянцев в Грецию.

## Военные преступления
Роатта стал одним из организаторов геноцида словенцев во время Второй мировой войны, выполняя предписания Муссолини по уничтожению «500 тысяч словенских и хорватских варваров во имя жизней 50 тысяч итальянцев». Мечты Муссолини о расширении границ Италии до Динарских Альп, горы Снежник (Невозо) и перевала Бреннер осуществлялись за счёт жизней невинных гражданских лиц. Роатта лично подписал «Циркуляр 3C», который фактически разрешал итальянским солдатам совершать любые действия (даже противоправные) против гражданского населения оккупированной Словении. При помощи немецкой полиции итальянцы начали этнические чистки на всей оккупированной территории: казни, захваты в заложники, массовые убийства, ссылки в концлагеря Раб и Гонарс, сжигания деревень стали обыденным делом. Приказы предписывалось исполнять полностью и не проявляя к кому-либо милосердия, чтобы новые территории были заселены итальянскими колонистами. По свидетельствам из писем итальянских солдат, истреблялись целые семьи: кого-то забивали до смерти, а кого-то даже расстреливали. По свидетельствам историков Джеймса Уолстона и Карло Спартако Каподжеко, итальянцы в своей жестокости к словенцам в концлагере Раб превзошли даже немцев к евреям в Бухенвальде: ежегодно в Бухенвальде умирало до 15% узников, а в концлагере Раб эта доля была выше на 3%. По свидетельству епископа острова Велья (ныне Крк) Йоже Сребнича, который докладывал Папе Римскому Пию XII, число гражданских жертв составило как минимум 3500 человек. Жертвами беспредела со стороны подчинённых Роатты стали и хорваты в ряде регионов: Далмации, Лике, Кордуне и Горски-Котаре.
При этом Роатта сознательно саботировал приказ о выдаче еврейских беженцев немцам в 1942 году. 17 ноября 1942 года после встречи с Роаттой Муссолини отменил решение о выдаче. Все еврейские беженцы были интернированы в общий лагерь, оставались под охраной итальянской армии и были спасены от уничтожения.

## Присвоенные воинские звания
- соттотененте (младший лейтенант) — 14 сентября 1906
- тененте (лейтенант) — 14 сентября 1909
- капитан — 16 августа 1914
- майор — 4 января 1917
- тененте колоннелло (подполковник) — 7 октября 1917
- колоннелло (полковник) — 5 декабря 1926
- бригадный генерал — 1 января 1935
- дивизионный генерал — 11 февраля 1937
- корпусной генерал — 19 июля 1939
- генерал, предназначенный для командования армией — 18 февраля 1942
- генерал армии — 1 июля 1943

## Награды
- Кавалер Савойского военного ордена (16 июня 1939)
- Великий офицер ордена Короны Италии (16 сентября 1936)
- Командор ордена Святых Маврикия и Лазаря (15 января 1940)
- Командор ордена Короны Италии (21 января 1935)
- Кавалер-офицер ордена Святых Маврикия и Лазаря (14 января 1938)
- Офицер Колониального ордена Звезды Италии (16 июля 1936)
- Орден Трёх звёзд III степени (15 декабря 1930)
- Военная медаль (Испания) (1939)
- Железный крест (январь 1942)